# 伊万·哈耶克
伊万·哈耶克（德語：Ivan Hajek，1962年—），生于捷克布拉格，是捷克手风琴家和作曲家。

## 介绍
伊万·哈耶克出生在捷克布拉格，用5年时间学习手风琴艺术。在欧洲许多电视节目、音乐会，他用激情的手风琴表演一次又一次地使观众们激情澎湃，并经常在慕尼黑街头献艺。在媒体上，伊万·哈耶克被称为手风琴中的帕格尼尼。